# Antal Nagy (Fußballspieler, 1944)
Antal Nagy (* 16. Mai 1944 in Budapest) ist ein ehemaliger ungarischer Fußballspieler. Er spielte in seiner Karriere in mehreren Topligen Europas.

## Karriere

### Verein
Nagys Karriere begann in seinem Heimatland Ungarn bei Honvéd Budapest, wo er bis 1968 spielte. Zwischenzeitlich wurde er an Csepel SC verliehen. Anschließend wechselte er nach Belgien zu Standard Lüttich. In der Saison 1968/69 wurde er mit 20 Treffern Torschützenkönig und errang mit seinen Mannschaftskollegen die Meisterschaft. Nach dem Jahr zog es Nagy weiter, er heuerte in den Niederlanden beim FC Twente Enschede an, für den er die nächsten drei Jahre auf Torejagd ging. 1972 verließ er Enschede und spielte je für eine Spielzeit in Frankreich für Olympique Marseille und in Spanien für Hércules Alicante. Zur Saison 1974/75 wechselte er nach Deutschland zum Wuppertaler SV. Bei Wuppertal stand er mit seinem Landsmann Tamas Krivitz unter Vertrag. Nagy absolvierte zehn Spiele und konnte sich zweimal als Torschütze auszeichnen. Wuppertal wurde abgeschlagen Letzter und stieg ab. Nagy zog weiter, seine nächste Station war der SM Caen in Frankreich. Anschließend spielte er nochmal in Belgien bei Royal Antwerpen.

### Nationalmannschaft
Nagy spielte dreimal für die Auswahlmannschaft Ungarns.